# Shimenlou (köpinghuvudort i Kina, Jiangxi Sheng, lat 28,97, long 114,85)
Shimenlou är en köpinghuvudort i Kina. Den ligger i provinsen Jiangxi, i den sydöstra delen av landet, omkring 110 kilometer väster om provinshuvudstaden Nanchang. Antalet invånare är 20 450. Befolkningen består av 9 835 kvinnor och 10 615 män. Barn under 15 år utgör 18,0 %, vuxna 15-64 år 72 %, och äldre över 65 år 8,0 %.
Runt Shimenlou är det ganska tätbefolkat, med 104 invånare per kvadratkilometer. Shimenlou är det största samhället i trakten. I omgivningarna runt Shimenlou växer i huvudsak blandskog.
Genomsnittlig årsnederbörd är 2 406 millimeter. Den regnigaste månaden är maj, med i genomsnitt 404 mm nederbörd, och den torraste är oktober, med 55 mm nederbörd.